# 马拉尼昂州阿马兰蒂
马拉尼昂州阿马兰蒂是巴西马拉尼昂州的一个市镇。总面积7669.09平方公里，总人口34646人，人口密度4.5人/平方公里。